# Waltraud Paluszkiewicz

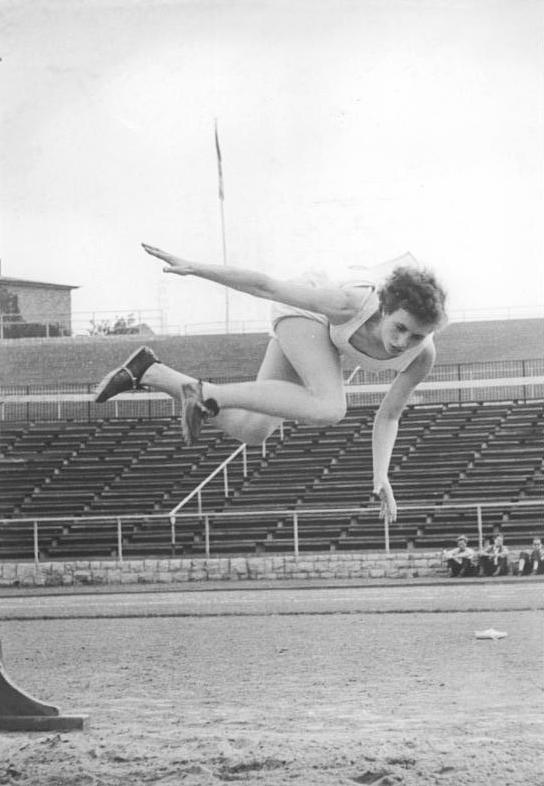
Waltraud Paluszkiewicz bei den DDR-Mehrkampfmeisterschaften 1955

Waltraud Paluszkiewicz (* 10. Juli 1932 in Berlin) ist eine ehemalige deutsche Leichtathletin aus der Deutschen Demokratischen Republik (DDR). 
Waltraud Paluszkiewicz erreichte von 1955 bis 1961 im Weitsprung das Finale bei den DDR-Meisterschaften. 1955 siegte sie mit 5,30 m, 1958 belegte sie hinter Hildrun Claus den zweiten Platz mit 5,65 m, 1956, 1959 und 1960 sprang sie jeweils auf den dritten Rang. 1959 gewann sie den Titel im Fünfkampf mit 4459 Punkten vor Christa Gutsche. 
1959 verbesserte sie zweimal den DDR-Rekord im Weitsprung. Am 21. Juni sprang sie 6,08 m, am 20. September gelang ihr in Bydgoszcz beim Länderkampf gegen Polen ein Sprung auf 6,19 m, mit dem sie bis auf 16 Zentimeter an den Weltrekord von Elżbieta Krzesińska heransprang, die sie in diesem Länderkampf auch schlagen konnte. Im Mai 1960 übertraf Hildrun Claus ihren Rekord. Ebenfalls DDR-Rekord war ihre Fünfkampfleistung im August 1959 in Aue, als sie mit 4459 Punkten DDR-Meisterin wurde. Christa Gutsche übertraf sie im Juni 1960.
Waltraud Paluszkiewicz startete für die BSG Einheit Nordost Berlin und später den SC Einheit Berlin. Nach ihrer Karriere betreute die Diplomsportlehrerin den Nachwuchs beim TSC Berlin.